# Natação no Campeonato Mundial de Esportes Aquáticos de 2011 - 200 m costas masculino
A prova dos 200 metros nado costas masculino da natação no Campeonato Mundial de Esportes Aquáticos de 2011 ocorreu nos dias 28 de julho e 29 de julho no Shanghai Oriental Sports Center  em Xangai.

## Recordes
Antes desta competição, os recordes mundiais e do campeonato nesta prova eram os seguintes:
| Tipo                  | Atleta        | Tempo   | Local | Data                |
| --------------------- | ------------- | ------- | ----- | ------------------- |
|                       | Aaron Peirsol | 1:51.92 | Roma  | 31 de julho de 2009 |
| Recorde do campeonato | Aaron Peirsol | 1:51.92 | Roma  | 31 de julho de 2009 |

## Medalhistas
| Ouro              | Prata              | Bronze            |
| Ryan Lochte (USA) | Ryosuke Irie (JPN) | Tyler Clary (USA) |

## Resultados

### Eliminatórias
32 nadadores  de 26 nações participaram da prova. Os 16 melhores competidores se classificaram para as semifinais. 
| Pos. | Bateria | Raia | Nadador                  | Nacionalidade  | Tempo   | Notas            |
| ---- | ------- | ---- | ------------------------ | -------------- | ------- | ---------------- |
| 1    | 2       | 4    | Tyler Clary              | Estados Unidos | 1:56.32 | Q                |
| 2    | 2       | 2    | Péter Bernek             | Hungria        | 1:57.23 | Q                |
| 3    | 4       | 3    | Stanislav Donets         | Rússia         | 1:57.30 | Q                |
| 4    | 3       | 4    | Ryan Lochte              | Estados Unidos | 1:57.34 | Q                |
| 5    | 3       | 5    | Zhang Fenglin            | China          | 1:57.37 | Q                |
| 6    | 4       | 4    | Ryosuke Irie             | Japão          | 1:57.58 | Q                |
| 7    | 2       | 3    | Kazuki Watanabe          | Japão          | 1:57.62 | Q                |
| 8    | 2       | 5    | Radoslaw Kawecki         | Polónia        | 1:57.97 | Q                |
| 9    | 4       | 7    | Nick Driebergen          | Países Baixos  | 1:58.10 | Q                |
| 10   | 4       | 1    | Tobias Oriwol            | Canadá         | 1:58.19 | Q                |
| 11   | 3       | 8    | Yakov-Yan Toumarkin      | Israel         | 1:58.21 | Q,               |
| 12   | 3       | 2    | Sebastiano Ranfagni      | Itália         | 1:58.26 | Q                |
| 13   | 2       | 8    | Leonardo de Deus         | Brasil         | 1:58.29 | Q                |
| 14   | 4       | 2    | Yannick Lebherz          | Alemanha       | 1:58.30 | Q                |
| 15   | 4       | 6    | Benjamin Stasiulis       | França         | 1:58.42 | Q                |
| 16   | 1       | 5    | Omar Pinzón              | Colômbia       | 1:58.48 | Q                |
| 17   | 3       | 3    | Chris Walker-Hebborn     | Reino Unido    | 1:58.59 |                  |
| 18   | 1       | 6    | Darren Murray            | África do Sul  | 1:58.73 |                  |
| 19   | 2       | 7    | Matthew Hawes            | Canadá         | 1:58.84 |                  |
| 20   | 3       | 1    | Cheng Feiyi              | China          | 1:59.08 |                  |
| 21   | 2       | 6    | Ashley Delaney           | Austrália      | 2:00.15 |                  |
| 22   | 1       | 3    | Mattias Carlsson         | Suécia         | 2:00.44 | Recorde nacional |
| 23   | 4       | 8    | Mitch Larkin             | Austrália      | 2:00.52 |                  |
| 24   | 3       | 6    | Gareth Kean              | Nova Zelândia  | 2:00.74 |                  |
| 25   | 2       | 1    | Kim Ji-Heun              | Coreia do Sul  | 2:01.06 |                  |
| 26   | 1       | 4    | Sebastian Stoss          | Áustria        | 2:01.13 |                  |
| 27   | 1       | 2    | Pedro Medel              | Cuba           | 2:02.16 |                  |
| 28   | 1       | 7    | Jean-François Schneiders | Luxemburgo     | 2:03.68 |                  |
| 29   | 1       | 1    | Abdullah Al-Tuwaini      | Kuwait         | 2:07.63 |                  |
| 30   | 1       | 8    | Awse Ma'aya              | Jordânia       | 2:12.22 |                  |
| –    | 3       | 7    | Aschwin Wildeboer Faber  | Espanha        |         | DNS              |
| –    | 4       | 5    | James Goddard            | Reino Unido    |         | DNS              |

### Semifinal
Estes são os resultados das semifinais. 

#### Semifinal 1
| Pos. | Raia | Nadador             | Nacionalidade  | Tempo   | Notas |
| ---- | ---- | ------------------- | -------------- | ------- | ----- |
| 1    | 5    | Ryan Lochte         | Estados Unidos | 1:55.65 | Q     |
| 2    | 3    | Ryosuke Irie        | Japão          | 1:55.96 | Q     |
| 3    | 6    | Radoslaw Kawecki    | Polónia        | 1:57.15 | Q     |
| 4    | 7    | Sebastiano Ranfagni | Itália         | 1:57.96 | Q     |
| 5    | 4    | Péter Bernek        | Hungria        | 1:58.14 |       |
| 6    | 1    | Yannick Lebherz     | Alemanha       | 1:58.56 |       |
| 7    | 8    | Omar Pinzón         | Colômbia       | 1:58.95 |       |
| 8    | 2    | Tobias Oriwol       | Canadá         | 1:59.45 |       |

#### Semifinal 2
| Pos. | Raia | Nadador             | Nacionalidade  | Tempo   | Notas |
| ---- | ---- | ------------------- | -------------- | ------- | ----- |
| 1    | 4    | Tyler Clary         | Estados Unidos | 1:56.00 | Q     |
| 2    | 3    | Zhang Fenglin       | China          | 1:56.70 | Q     |
| 3    | 6    | Kazuki Watanabe     | Japão          | 1:57.97 | Q     |
| 4    | 5    | Stanislav Donets    | Rússia         | 1:58.00 | Q     |
| 5    | 2    | Nick Driebergen     | Países Baixos  | 1:58.08 |       |
| 6    | 8    | Benjamin Stasiulis  | França         | 1:58.19 |       |
| 7    | 1    | Leonardo de Deus    | Brasil         | 1:59.77 |       |
| 8    | 7    | Yakov-Yan Toumarkin | Israel         | 1:59.92 |       |

### Final
Estes são os resultados da final.
| Pos.              | Raia | Nadador             | Nacionalidade  | Tempo   | Notas |
| ----------------- | ---- | ------------------- | -------------- | ------- | ----- |
| Medalha de ouro   | 4    | Ryan Lochte         | Estados Unidos | 1:52.96 |       |
| Medalha de prata  | 5    | Ryosuke Irie        | Japão          | 1:54.11 |       |
| Medalha de bronze | 3    | Tyler Clary         | Estados Unidos | 1:54.69 |       |
| 4                 | 6    | Zhang Fenglin       | China          | 1:56.39 |       |
| 5                 | 2    | Radoslaw Kawecki    | Polónia        | 1:57.33 |       |
| 6                 | 8    | Stanislav Donets    | Rússia         | 1:57.36 |       |
| 7                 | 7    | Sebastiano Ranfagni | Itália         | 1:57.49 |       |
| 8                 | 1    | Kazuki Watanabe     | Japão          | 1:57.82 |       |

Legenda
| Recorde mundial       | Recorde mundial (World record)               |                       | Recorde africano                      | Recorde africano (African) |                                           | Q | Classificado por posição (Qualified) |
| Recorde do campeonato | Recorde do campeonato (Championship record)  | Recorde da América    | Recorde da América (Americas)         | q                          | Classificado por melhor tempo (Qualified) |   |                                      |
| Melhor marca do ano   | Melhor marca do ano (World leading)          | Recorde asiático      | Recorde asiático (Asian)              | DNS                        | Não largou (Did not start)                |   |                                      |
| Recorde nacional      | Recorde nacional (National record)           | Recorde europeu       | Recorde europeu (European)            | DNF                        | Não terminou (Did not finish)             |   |                                      |
| Recorde pessoal       | Recorde pessoal do atleta (Personal best)    | Recorde da Oceania    | Recorde da Oceania (Oceania)          | DSQ / DQ                   | Desclassificado (Disqualified)            |   |                                      |
| Recorde da temporada  | Recorde da temporada do atleta (Season best) | Recorde sul-americano | Recorde sul-americano (South America) | NM                         | Sem marca (No mark)                       |   |                                      |